# 山飞蓬
山飞蓬（学名：Erigeron komarovii）为菊科飞蓬属的植物。分布于俄罗斯以及中国大陆的吉林等地，生长于海拔1,700米至2,600米的地区，多生在苔原、高山草地及林缘，目前尚未由人工引种栽培。

## 异名
- Erigeron komarovii Botsch. var. heilongjiangense P. H. Huang et W. H. Ye